# Église Saint-Étienne de Minerve
Pour les articles homonymes, voir Église Saint-Étienne.
L'église Saint-Étienne de Minerve est une église catholique située à Minerve, en France.

## Localisation
L'église est située dans le département français de l'Hérault, sur la commune de Minerve.

## Protection
L'église Saint-Étienne fait l’objet d’un classement au titre des monuments historiques depuis le 27 septembre 1993. Elle avait auparavant été inscrite le 1er avril 1935.

## Galerie

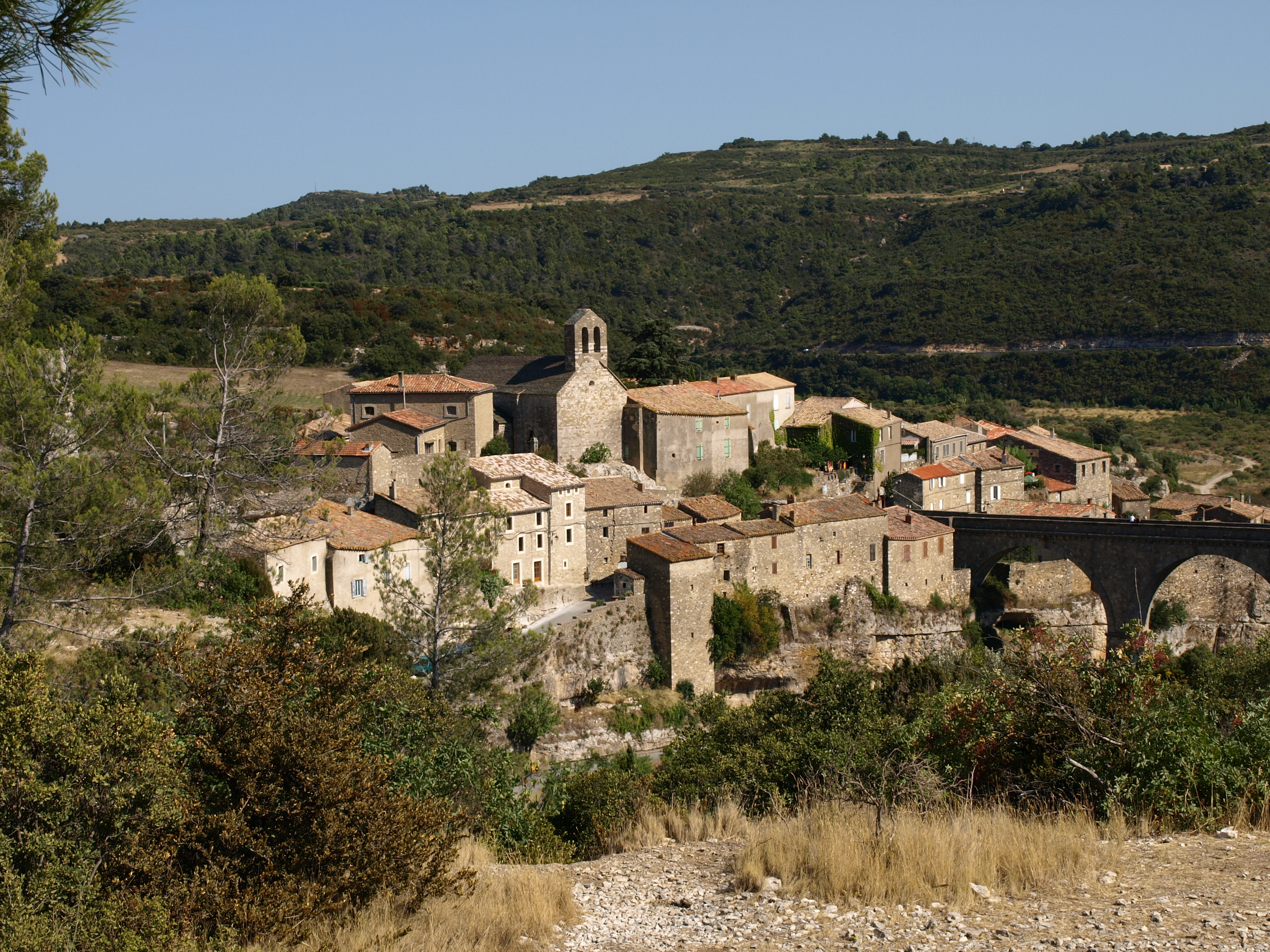
L'église au sein du village
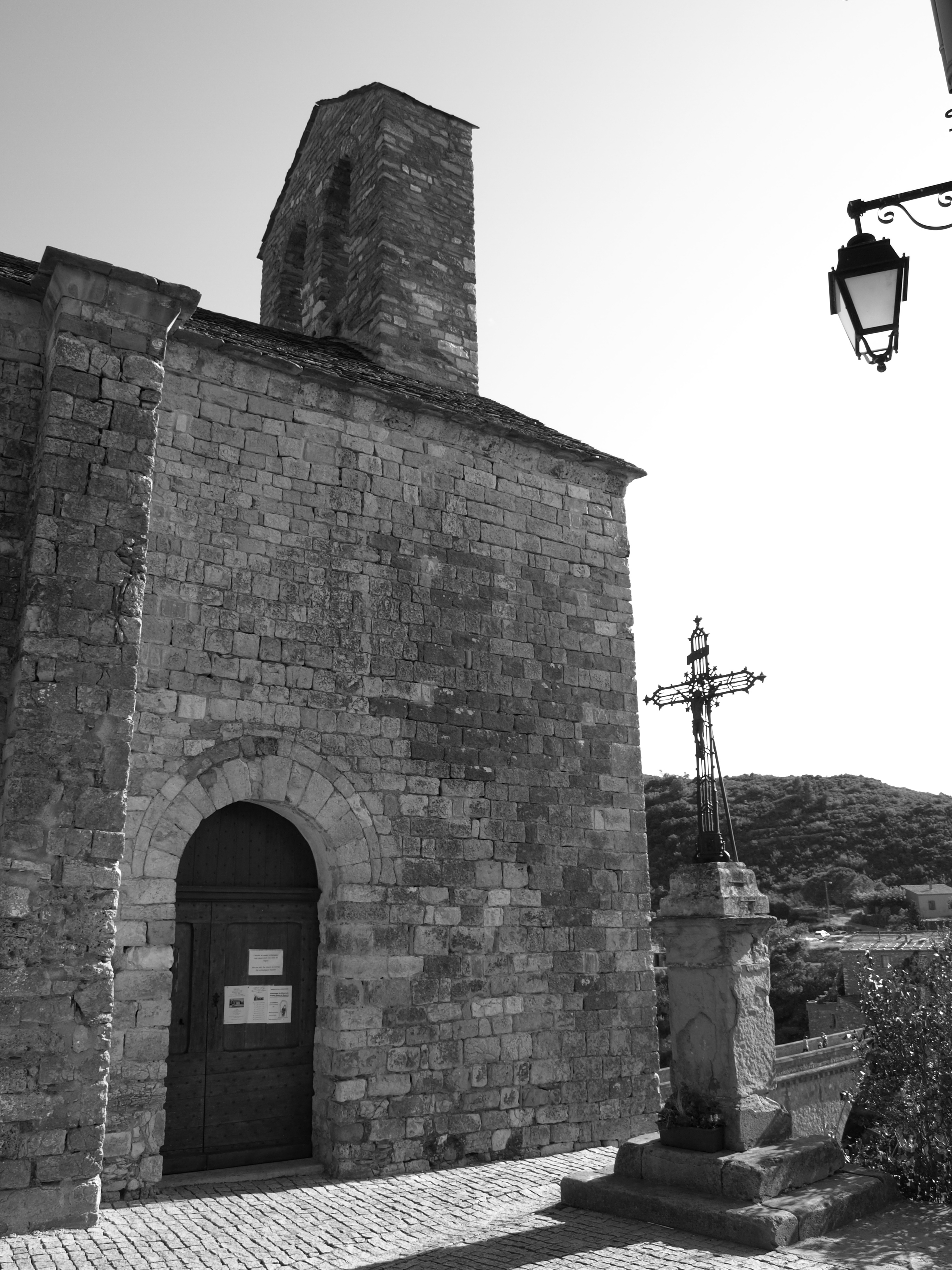
La façade nord